# Xã Osage, Quận Cole, Missouri
Xã Osage (tiếng Anh: Osage Township) là một xã thuộc quận Cole, tiểu bang Missouri, Hoa Kỳ. Năm 2010, dân số của xã này là 4.179 người.